# Mihaela Șteff
Mihaela Șteff (n. 8 noiembrie 1978, Bistrița, România) este o fostă jucătoare de tenis de masă din România. În perioada 1998-2005, a câștigat medalii la probele de simplu, dublu și pe echipe în cadrul Campionatelor Mondiale de Tenis de Masă, Cupei Mondiale de Tenis de Masă și Campionatelor Europene de Tenis de Masă.

## Carieră
Șteff este jucătoare stângace. A început să practice tenisul de masă la vârsta de nouă ani. A fost promovată de antrenorul Gheorghe Bogza, care s-a ocupat și de jucători cunoscuți precum Călin Creangă și Adrian Crișan.
A câștigat de șase ori titlul național la Campionatele României, astfel:
- 1994 – dublu (alături de Antonela Manac)
- 1996 – simplu, dublu (Antonela Manac) și dublu mixt (Andrei Filimon)
- 1997 – simplu
- 2002 – dublu mixt (Adrian Crișan)

În 1997, Mihaela Șteff s-a alăturat echipei Team Galaxy Lübeck din Bundesliga germană. În 1998, a câștigat Cupa Europeană cu Lübeck. În 1999 s-a transferat la TuS Bad Driburg, iar în 2002, a trecut la Müllermilch Langweid. În 2004 a părăsit Germania pentru Italia, unde s-a alăturat echipei Sterilgarda TT Castelgoffredo.
A avut succes la Campionatele Europene de Tineret, unde a câștigat o medalie de aur la simplu, cinci medalii de aur la dublu și o medalie de aur la dublu mixt. La Campionatele Europene de seniori a ajuns în finala probei de simplu în 2000 și 2005. Împreună cu Tamara Boroš, a devenit campioană europeană la dublu în 2002, 2003 și 2005.
Între 1995 și 2006, Mihaela Șteff a participat la nouă Campionate Mondiale reprezentând România. În 2000 și 2004 s-a calificat la Jocurile Olimpice, unde a ajuns până în sferturile de finală atât la simplu, cât și la dublu. În toamna anului 2005, jucătoarele din echipa națională a României Mihaela Șteff, Otilia Bădescu și Adriana Năstase-Simion-Zamfir au refuzat să semneze contractele propuse de Federația Română de Tenis de Masă, care le obligau să cedeze 10% din veniturile obținute în circuitul ITTF Pro Tour în favoarea federației. În urma acestui refuz, au fost excluse din echipa națională, iar Mihaela Șteff nu a mai fost luată în considerare pentru Campionatele Europene de Tenis de Masă din 2007.
După 2007, Mihaela Șteff și-a continuat activitatea în tenisul de masă, atât ca jucătoare, cât și ca antrenoare. În 2011, a revenit în competiții, evoluând pentru echipa italiană Castel Goffredo timp de jumătate de an, iar în sezonul 2011-2012 a jucat în Polonia. În vara anului 2012, și-a încheiat oficial cariera de jucătoare profesionistă.
Începând cu februarie 2013, Mihaela Șteff a devenit antrenoare la CSM Bistrița, contribuind la dezvoltarea și pregătirea noilor generații de sportivi. A ocupat această poziție până în 2022, când s-a alăturat proiectului CS Gloria 2018 Bistrița-Năsăud, transformând secția de tenis de masă într-una dintre cele mai performante ale clubului.
În 2022 a fost numită antrenor secund al lotului național de senioare al României, contribuind la succesul echipei la nivel internațional.
Pentru contribuțiile sale remarcabile în sport, Mihaela Șteff a fost distinsă cu titlul de Cetățean de Onoare al județului Bistrița-Năsăud în decembrie 2023.